# Remigiusz Marchlewicz
Remigiusz Marchlewicz (ur. 15 stycznia 1956 w Poznaniu) – polski piłkarz i trener, grał na pozycji obrońcy.

## Kariera piłkarska
Swoją karierę piłkarską rozpoczął w rodzinnym mieście, grając w Polonii Poznań, a następnie w Grunwaldzie Poznań. Od 1978 do 1982 reprezentował barwy Lecha, rozgrywając w pierwszej lidze jedynie 36 spotkań i zdobywając Puchar Polski w 1982. W tym samym roku przeszedł do lokalnego rywala - Olimpii. W 1986 razem z drużyną wywalczył awans do ekstraklasy, gdzie reprezentował barwy milicyjnego klubu przez 2 sezony, w których rozegrał 60 meczów i zdobył 8 bramek. W 1988 rozpoczął grę w kolejnym poznańskim klubie - Warcie. Od 1990 do 1995 reprezentował barwy takich klubów jak: Polonia Poznań, Czarni Wróblewo, Amica Wronki i Polonia Nowy Tomyśl.  
Po zakończeniu kariery piłkarskiej, która była związana wyłącznie z wielkopolskimi klubami, rozpoczął pracę trenerską. Czterokrotnie prowadził Lecha Poznań na pierwszoligowych boiskach, jednak za każdym razem bardzo krótko, ponieważ w tym czasie włodarze „Kolejorza” szukali bardziej renomowanych trenerów na miejsce zwalnianych, a Marchlewicz miał być „przejściowym” szkoleniowcem.
Od 01.06.2009 oficjalnie rozpoczął pracę z pierwszym polskim klubem w Esseksie (UK) - White Red Eagles FC. 
Od 01.06.2010 został trenerem polskiego klubu z pogranicza wschodniego Londynu i Esseksu (UK) - Korona Redbridge FC.